# Óquei Clube de Barcelos
Actualités
L'Óquei Clube de Barcelos ou OC Barcelos est un club de rink hockey de la ville de Barcelos au Portugal. C'est une des équipes de rink hockey la plus célèbre du Portugal et d'Europe. 

## Histoire
L'idée de créer une équipe de rink hockey nait en 1946 par un groupe de jeune de la ville de Barcelos. La date officielle de la fondation du club est le 1er janvier 1948, même si des documents montre que le club est fondé le 22 décembre 1947. Les fondateurs de l'équipe sont Cândido Augusto Sousa Cunha et Simplício Cândido Monteiro de Sousa. La première rencontre disputée par l'équipe a lieu en 1948 face au Clube dos Ourives, avec une victoire pour l'OC Barcelos par 5-2. Durant les premières années, le hockey est un mélange de hockey sur gazon et de  rink hockey , puisque les patins à roulettes n'étaient pas utilisés. À partir de 1952, on commence à jouer avec les patins pour pratiquer le rink hockey comme on le connait dorénavant. 

## Palmarès
| Compétitions nationales | Compétitions internationales |
| - Championnat du Portugal (3) - Champion : 1993, 1996 et 2001 - Coupe du Portugal (4) - Vainqueur : 1992, 1993, 2003 et 2004 - Supercoupe du Portugal (5) - Vainqueur : 1993, 1999, 2003, 2004 et 2024 - Elite Cup (1) - Vainqueur : 2021 - Championnat du Portugal de troisième division (2) - Champion : 2015 | - WSE Champions League (2) - Vainqueur : 1991 et 2025 - WSE Cup (3) - Vainqueur : 1995, 2016 et 2017 - WSE Continental Cup (1) - Vainqueur : 1991 - Intercontinental Cup (1) - Vainqueur : 1992 - Coupe des coupes d'Europe (1) - Vainqueur : 1993 |